# Pleurotomaria hisingeri
Pleurotomaria hisingeri is een fossiele slakkensoort uit de familie van de Pleurotomariidae. De wetenschappelijke naam van de soort is voor het eerst geldig gepubliceerd in 1864 door Goldfuss.